# Pulsurivier
De Pulsurivier (Zweeds: Pulsujoki) is een rivier in de Zweedse  gemeente Kiruna. De rivier verzorgt de afwatering van het Pulsujärvi. Ze stroomt naar het zuidoosten weg. Ze stroomt daarbij door moerassen en levert haar water uiteindelijk af in de Lainiorivier. Inclusief langste bronrivier is ze circa 63 kilometer lang. De afstand van meer naar Lainiorivier is hemelsbreed ongeveer 20 kilometer.
Zijrivieren:
- Jarenjåkka
- Pulsujärvi
- Vuomajåkka
- Råpejåkka
- Muljokjåkka

Afwatering: Pulsurivier → Lainiorivier → Torne → Botnische Golf